# Панетий Родоски
Панетий Родоски (Panaitios; лат.: Panaetius, Panäz; * 180 пр.н.е., о-в Родос; † 110 пр.н.е.) e философ стоик от Родос.
Син е на Nicagoras. 
Учи философия при Диоген Вавилонски (240 пр.н.е.; † 150 пр.н.е.) в Атина.
След това живее в Рим, където разпространява гръцката и стоическата философия. Приятел е с Гай Лелий и Сципион Младши, когото придружава в Картаген и по-късно в пътуването му до Египет и Азия.
След това основава в Атина училище по стоицизъм, в което учат Посидоний и Квинт Муций Сцевола.
Умира през 110 пр.н.е. и съвсем малко от произведенията му са запазени. Цицерон цитира неговото главно произведение За дълга (περὶ τοῦ καθήκοντος) многократно в неговото De officiis. 